# FADN
FADN (ang. Farm Accountancy Data Network) – unijny system zbierania danych rachunkowych z gospodarstw rolnych. System powstał formalnie w 1965 roku. W miarę poszerzania struktur europejskich systemem obejmowano coraz więcej państw. Obecnie system działa w 28 krajach członkowskich UE.
System działa według trzech zasad:
- dobrowolny udział rolnika
- dane pozyskane są ściśle tajne
- dane nie mogą zostać użyte przez organy podatkowe

W Polsce funkcjonowanie FADN reguluje ustawa o zbieraniu i wykorzystywaniu danych rachunkowych gospodarstw rolnych. Ustawa ta weszła w życie 1 maja 2004 r., czyli w dniu uzyskania przez Polskę statusu członka Unii Europejskiej. Organizacją systemu FADN na terenie Polski zajmuje się Instytut Ekonomiki Rolnictwa i Gospodarki Żywnościowej.
FADN wykorzystywane jest przy planowaniu i realizacji zadań polityki rolnej UE. Gromadzone dane wykorzystywane są do:
- określania dochodów gospodarstw rolnych działających na terenie UE (raz do roku)
- analizy działalności gospodarstw rolnych
- oceny skutków zmian w polityce rolnej UE